# ترافيس تايلور (لاعب اتحاد الرغبي)
ترافيس تايلور (بالإنجليزية: Travis Taylor)‏ هو لاعب اتحاد الرغبي نيوزيلندي، ولد في 22 فبراير 1995 في Waipukurau ‏ في نيوزيلندا.